# Гарс ам Камп
Гарс ам Камп (на немски: Gars am Kamp) е град и община (Marktgemeinde) в окръг Хорн в Долна Австрия с 3542 жители (на 1 януари 2016).
Намира се на река Камп във Валдфиртел. През Средновековието по времето на Бабенбергските херцози Гарс се смята от 1075 г. до началото на ХІІ век за столица на Австрия.